# Зоряное (Полтавская область)
Зоряное (укр. Зоряне) — ликвидированное село,
Василевский сельский совет,
Козельщинский район,
Полтавская область,
Украина. Упразднено в 2013 году.
Код КОАТУУ — 5322080804. Население по данным 1982 года составляло 200 человек,
по переписи 2001 года — 0 человек.

## Географическое положение
Село Зоряное находится на расстоянии в 1,5 км от сёл Василевка и Трудовик.
Вокруг села много небольших озёр.

## История
Село указано на специальной карте Западной части России Шуберта 1826-1840 годов как хутор Босяки
В 1945 г. Указом Президиума ВС УССР хутор Босяки переименован в Зоряный.
Село исключено из учётных данных решением Полтавской областной рады 17 июля 2013 года.